# Kościół Marii Panny na Przedzamczu w Ołomuńcu
Kościół Marii Panny na Przedzamczu (cz. kostel Panny Marie na Předhradí; też: farní kostel Matky Boží na Předhradí) – nieistniejący kościół parafialny wyznania rzymskokatolickiego w Ołomuńcu na Morawach w Czechach. Znajdował się w zachodniej pierzei dzisiejszego Placu Republiki (cz. náměstí Republiky, dawniej zwanym Mariánské náměstí, a w XIX w. náměstí Františka Josefa).
Kościół pochodził z XIII w. Według legendy założył go w 1241 r. Jarosław ze Sternbergu (cz. Jaroslav ze Šternberka) po zwycięskiej bitwie z Tatarami. Pierwsze wzmianki pisemne o kościele pochodzą z lat 1253 i 1258. W 1620 r. w kaplicy pod wezwaniem św. Hieronima został pochowany Jan Sarkander. W 1750 r. miała miejsce zmiana wystroju kościoła na barokowy. Jego wnętrze ozdobił freskami malarz barokowy Johann Christoph Handke, który sam został w nim pochowany w 1774 r.
W 1784 r. w trakcie reform józefińskich kościół został zlikwidowany. Szczątki Jana Sarkandra przeniesiono do kościoła św. Michała. W 1802 r. rozebrano kościelną wieżę, zaś sam kościół został zburzony w 1839 r.